# Saison 2 de Hawaii 5-0
Chronologie
Saison 1 Saison 3

## Généralités
- La saison a été diffusée aux États-Unis du 19 septembre 2011 au 14 mai 2012 sur CBS, en simultané au Canada sur le réseau Global.
- En Suisse, la saison est diffusée depuis le 25 mars 2012 sur RTS Un.
- En France, elle est diffusée depuis le 7 avril 2012 sur M6.
- Au Québec, la saison est diffusée depuis le 2 janvier 2013 sur Séries+.
- En Belgique, la saison est diffusée depuis le 1er mai 2013 sur RTL-TVI.

## Synopsis
L'unité 5-0 est démantelée après l'assassinat de la gouverneure Jameson. Puis elle est reconstituée grâce à l'intervention du nouveau gouverneur, Sam Denning, qui impose à Steve McGarrett des règles plus strictes, ainsi qu'une nouvelle équipière : Lori Weston. L'arc narratif principal est centré sur l'enquête de Steve McGarrett sur les relations entre son père et la gouverneure Jameson avec Wo Fat. Il est épaulé par Joe White, son ancien instructeur quand il était SEAL.

## Distribution
- Alex O'Loughlin (VF : Alexis Victor) : Commandant Steve McGarrett (22 épisodes)

- Scott Caan (VF : Jérôme Pauwels) : Lieutenant Danny Williams
- Daniel Dae Kim (VF : Cédric Dumond) : Lieutenant Chin Ho Kelly
- Grace Park (VF : Marie-Ève Dufresne) : Officier Kono Kalakaua
- Masi Oka (VF : William Coryn) : Dr Max Bergman (17 épisodes)
- Lauren German (VF : Stéphanie Lafforgue) : Officier de police Lori Weston (épisodes 2 à 16)

### Invités
- Michelle Borth (VF : Valérie Nosrée) : Lieutenant Catherine Rollins (épisodes 4 et 16)
- Autumn Reeser : Dr Gabrielle Asano[1] (épisodes 4, 7 et 17)
- Daniela Ruah : Agent du NCIS Kensi Blye[2] (épisode 6)
- Meredith Monroe : Trisha Joyner[3] (épisode 5)
- Greg Grunberg : Jeff Morrison[4] (épisode 8)
- Annie Wersching : Samantha Martell[5] (épisode 6)
- Tania Raymonde : Melanie Ayres[6] (épisode 5)
- Robert Englund : Samuel Lee[7] (épisode 7)
- Chuck Liddell : lui-même[8] (épisode 6)
- Jimmy Buffett : Frank Bama[9] (épisode 10)
- Chris Bauer : Cory Sampson[10] (épisode 9)
- Ingo Rademacher (en) : Malcolm Schafer[11] (épisode 11)
- Gail O'Grady : Sharon Archer[12] (épisode 12)
- Edward Asner : August March[13] (épisode 19)
- Chris O'Donnell : Agent du NCIS G. Callen[14] (épisode 21)
- LL Cool J : Agent du NCIS Sam Hanna[14] (épisode 21)
- Dennis Miller : Bobby Raines[15] (épisode 18)
- Dash Mihok : Nick Drayton (épisode 3)
- David Keith : Wade Gutches (épisode 3)
- Patty Duke : Sylvia Spencer (épisode 4)
- Peter Fonda : Jesse Billings (épisode 4)
- Reiko Aylesworth : Malia Waincroft (épisode 5,10 et 23)
- Jon Gries : Liam Miller (épisode 8)
- Tony Curran : John O'Toole (épisode 9)
- Aimee Garcia : Karla (épisode 11)
- Cary-Hiroyuki Tagawa : Hiro Noshimuri (épisode 11)
- Dante Basco : Nicky Chang (épisode 14)
- Theo Rossi : Sal Painter (épisode 15)
- Erin Cardillo : Megan Koruba (épisode 17)
- Tony Todd : Jordan Nevins (épisode 19)
- Keahu Kahuanui : Cal Litoa (épisode 20)
- Stacy Haiduk : Nancy O'Hara (épisode 20)
- Taylor Cole : Hillary Chaver (épisode 23)
- James Caan (VF : Georges Claisse) : Tony Archer (épisode 18)

## Épisodes

### Épisode 1:Haʻiʻole
- États-Unis /  Canada : 19 septembre 2011 sur CBS / Global
- Suisse : 25 mars 2012 sur RTS Un
- France : 7 avril 2012 sur M6
- Québec : 2 janvier 2013 sur Séries+[16]
- Belgique : 1er mai 2013 sur RTL-TVI

- États-Unis : 12,19 millions de téléspectateurs[17]
- Canada : 1,97 million de téléspectateurs[18]
- France : 2,67 millions de téléspectateurs

- Terry O'Quinn (Lt. Commander Joe White)
- Mark Dacascos (Wo Fat)
- Larisa Oleynik (Jenna Kaye)
- James Marsters (Victor Hesse)
- William Sadler (John McGarrett)
- Richard T. Jones (Lt. Governor Sam Denning)
- Taylor Wily (Kamekona)
- Allan Okubo (Makoto)

### Épisode 2:Ua Lawa Wale
- États-Unis /  Canada : 26 septembre 2011 sur CBS / Global
- Suisse : 1er avril 2012 sur RTS Un
- France : 7 avril 2012 sur M6
- Québec : 2 janvier 2013 sur Séries+
- Belgique : 1er mai 2013 sur RTL-TVI

- États-Unis : 11,26 millions de téléspectateurs[19]
- Canada : 1,73 million de téléspectateurs[20]
- France : 2,6 millions de téléspectateurs

- Tom Sizemore (Capt. Vincent Fryer)
- Larisa Oleynik (Jenna Kaye)
- Richard T. Jones (Lt. Governor Sam Denning)
- Hayley Chase (Jen Hassley)
- Diedre Kilgore (Beth Hassley)
- Dennis Chun (Sgt. Duke Lukela)
- Bruce Davison (Steven Carver)
- Emily Bergl (Rhea Carver)

### Épisode 3:Kameʻe
- États-Unis /  Canada : 3 octobre 2011 sur CBS / Global
- Suisse : 1er avril 2012 sur RTS Un
- France : 14 avril 2012 sur M6
- Québec : 9 janvier 2013 sur Séries+
- Belgique : 8 mai 2013 sur RTL-TVI

- États-Unis : 11,07 millions de téléspectateurs[21]
- Canada : 1,91 million de téléspectateurs[22]
- France : 2,48 millions de téléspectateurs

- Terry O'Quinn (Joe White)
- Sarah Roemer (Marissa Garcia)
- William Baldwin (Frank Delano)
- Dash Mihok (Nick Drayton)
- Brian Yang (Charlie Fong)
- Billy Ray Gallion (Ray Mapes)
- Troy Ignacio (Joao Caegano)
- David Keith (Commanding Officer Wade)
- Sean McCormack (Lt. Bradley Jacks)

### Épisode 4:Mea Makamae
- États-Unis /  Canada : 10 octobre 2011 sur CBS / Global
- Suisse : sur RTS Un
- France : 14 avril 2012 sur M6
- Québec : 16 janvier 2013 sur Séries+
- Belgique : 8 mai 2013 sur RTL-TVI

- États-Unis : 10,07 millions de téléspectateurs[23]
- Canada : 2,02 millions de téléspectateurs[24]
- France : 2,6 millions de téléspectateurs

- Peter Fonda (Jesse Billings)
- Autumn Reeser (Dr Gabrielle Asano)
- William Baldwin (Frank Delano)
- Taylor Wily (Kamekona)
- Michelle Borth (Catherine Rollins)
- Terry O'Quinn (Lieutenant Commander Joe White)
- Brian Yang (Charlie Fong)

### Épisode 5:Maʻemeʻe
- États-Unis /  Canada : 17 octobre 2011 sur CBS / Global
- Suisse : sur RTS Un
- France : 21 avril 2012 sur M6
- Québec : 23 janvier 2013 sur Séries+
- Belgique : 15 mai 2013 sur RTL-TVI

- États-Unis : 11,07 millions de téléspectateurs[25]
- Canada : 1,78 million de téléspectateurs[26]
- France : 2,6 millions de téléspectateurs

- William Baldwin (Frank Delano)
- Tania Raymonde (Melanie Ayres)
- Reiko Aylesworth (Malia Waincroft)
- Tom Sizemore (Capt. Vincent Fryer)
- Taylor Wily (Kamekona)
- Meredith Monroe (Trisha Joyner)

### Épisode 6:Ka Hakaka Maikai
- États-Unis /  Canada : 24 octobre 2011 sur CBS / Global
- Suisse : sur RTS Un
- France : 21 avril 2012 sur M6
- Québec : 30 janvier 2013 sur Séries+
- Belgique : 15 mai 2013 sur RTL-TVI

- États-Unis : 10,7 millions de téléspectateurs[27]
- Canada : 1,71 million de téléspectateurs[28]
- France : 2,63 millions de téléspectateurs

- Daniela Ruah (Kensi Blye)
- Mark Dacascos (Wo Fat)
- Shawn Hatosy (Marshall Martell)
- Annie Wersching (Samantha Martell)
- Terry O'Quinn (Lieutenant Commander Joe White)
- Chuck Liddell (Chuck 'The Iceman' Liddell)

### Épisode 7:Ka Iwi Kapu
- États-Unis /  Canada : 31 octobre 2011 sur CBS / Global
- Suisse : sur RTS Un
- France : 28 avril 2012 sur M6
- Québec : 6 février 2013 sur Séries+
- Belgique : 22 mai 2013 sur RTL-TVI

- États-Unis : 10,6 millions de téléspectateurs[29]
- Canada : 1,76 million de téléspectateurs[30]
- France : 2,47 millions de téléspectateurs

- Robert Englund (Samuel Lee)
- Autumn Reeser (Dr Gabrielle Asano)
- Ryan Devlin (Christian O'Connor)
- Mary Pat Gleason (Land Lady)
- Brian Yang (Charlie Fong)
- Teilor Grubbs (Grace Williams)

### Épisode 8:Lapaʻau
- États-Unis /  Canada : 7 novembre 2011 sur CBS / Global
- Suisse : sur RTS Un
- France : 28 avril 2012 sur M6
- Québec : 13 février 2013 sur Séries+
- Belgique : 22 mai 2013 sur RTL-TVI

- États-Unis : 10,32 millions de téléspectateurs[31]
- Canada : 1,57 million de téléspectateurs[32]
- France : 2,63 millions de téléspectateurs

- Greg Grunberg (Jeff Morrison)
- Taylor Wily (Kamekona)
- Ronnie Gene Blevins (Jason Akita)
- Jon Gries (Liam Miller)

### Épisode 9:Ike Maka
- États-Unis /  Canada : 14 novembre 2011 sur CBS / Global
- Suisse : sur RTS Un
- France : 5 mai 2012 sur M6
- Québec : 20 février 2013 sur Séries+
- Belgique : 29 mai 2013 sur RTL-TVI

- États-Unis : 11,71 millions de téléspectateurs[33]
- Canada : 1,94 million de téléspectateurs[34]
- France : 3,44 millions de téléspectateurs

- Tony Curran (John O'Toole)
- Zack Ward (Billy Murphy)
- Courtney Ford (Suzy Green)
- Hank Stratton (Dr Thomas James)
- Taylor Wily (Kamekona)
- Chris Bauer (Cory Sampson)

### Épisode 10:KiʻLua
- États-Unis /  Canada : 21 novembre 2011 sur CBS / Global
- Suisse : sur RTS Un
- France : 5 mai 2012 sur M6
- Québec : 27 février 2013 sur Séries+
- Belgique : 29 mai 2013 sur RTL-TVI

- États-Unis : 10,59 millions de téléspectateurs[35]
- Canada : 1,9 million de téléspectateurs[36]
- France : 3,44 millions de téléspectateurs

- Terry O'Quinn (Joe White)
- Mark Dacascos (Wo Fat)
- Jimmy Buffett (Frank Bama)
- David Keith (Wade Gutches)
- Reiko Aylesworth (Malia Waincroft)
- Taylor Wily (Kamekona)
- Sean MacCormac (Lieutenant Jacks)

### Épisode 11:Pahele
- États-Unis /  Canada : 5 décembre 2011 sur CBS / Global
- Suisse : sur RTS Un
- France : 12 mai 2012 sur M6
- Québec : 6 mars 2013 sur Séries+
- Belgique : 5 juin 2013 sur RTL-TVI

- États-Unis : 11,01 millions de téléspectateurs[37]
- Canada : 1,65 million de téléspectateurs[38]
- France : 3,16 millions de téléspectateurs

- Ian Anthony Dale : Adam Noshimuri
- Kalama Epstein (Jason Schafer)
- David Lee McInnis (Ken Nakoa)
- Ingo Rademacher (Malcolm Schafer)
- Linda Jameson (Parent)

### Épisode 12:Alaheo Pau'ole
- États-Unis /  Canada : 12 décembre 2011 sur CBS / Global
- Suisse : sur RTS Un
- France : 12 mai 2012 sur M6
- Québec : 13 mars 2013 sur Séries+
- Belgique : 5 juin 2013 sur RTL-TVI

- États-Unis : 11,17 millions de téléspectateurs[39]
- Canada : 1,79 million de téléspectateurs[40]
- France : 3,24 millions de téléspectateurs

- Terry O'Quinn (Joe White)
- Liana Green Wright (Tina)
- Joe Reegan (Shane)
- Tom Sizemore (Cpt. Vincent Fryer)
- Gail O'Grady (Sharon Archer)
- Taylor Wily (Kamekona)
- Kordell Kekoa (le prêtre)
- Reiko Aylesworth (Malia Waincroft)
- Ian Anthony Dale (Adam Noshimuri)
- Kala Alexander (Kawika)
- Michael Ng (Rafe Tong)
- Chase Bridgman (Jimmy le Nerd)
- Pakela Moriwaki (le sportif)
- Reyn Mager Aubrey (Tulley)
- Jeremy Ratchford (Chet)
- Michael Buie (Mitch Kolat)

### Épisode 13:Ka Ho'Oponopono
- États-Unis /  Canada : 2 janvier 2012 sur CBS / Global
- Suisse : sur RTS Un
- France : 19 mai 2012 sur M6
- Québec : 20 mars 2013 sur Séries+
- Belgique : 12 juin 2013 sur RTL-TVI

- États-Unis : 11,9 millions de téléspectateurs[41]
- Canada : 1,69 million de téléspectateurs[42]
- France : 3,43 millions de téléspectateurs

- Sam Anderson (Owen Sutherland)
- Maurice Johnson (Bob Dietrich)
- Clayton Norcross (Greg Winter)
- Brian Yang (Charlie Fong)
- Raj K. Bose (Ala Moana Academy Vice Principal)

### Épisode 14:Pu'olo
- États-Unis /  Canada : 16 janvier 2012 sur CBS / Global
- Suisse : 20 mai 2012 sur RTS Un
- France : 26 mai 2012 sur M6
- Québec : 27 mars 2013 sur Séries+
- Belgique : 12 juin 2013 sur RTL-TVI

- États-Unis : 10,73 millions de téléspectateurs[43]
- Canada : 1,57 million de téléspectateurs[44]
- France : 2,99 millions de téléspectateurs

- Claire van der Boom (Rachel Edwards)
- Taylor Wily (Kamekona)
- Will Yun Lee (Sang Min)
- Ian Anthony Dale (Adam Noshimuri)
- Dante Basco (Nicky Chang)
- William Sadler (John McGarrett)
- Terry O'Quinn (Lieutenant Commander Joe White)
- Teilor Grubbs (Grace Williams)
- Dean Kaneshiro (Lee Dolan)
- William Makozak (Richard Detweiller)

### Épisode 15:Mai Ka Wa Kahiko
- États-Unis /  Canada : 6 février 2012 sur CBS / Global
- Suisse : 20 mai 2012 sur RTS Un
- France : 2 juin 2012 sur M6
- Québec : 3 avril 2013 sur Séries+
- Belgique : 19 juin 2013 sur RTL-TVI

- États-Unis : 9,97 millions de téléspectateurs[45]
- Canada : 1,72 million de téléspectateurs[46]
- France : 3,18 millions de téléspectateurs

- Mark Deklin (Stan Edwards)
- Peter Greene (Rick Peterson)
- Teilor Grubbs (Grace Williams)
- Tom Holowach (Procureur)
- Rusty Komori (Entraîneur de Tennis)
- Jon Olson (Dave Collins)
- Theo Rossi (Sal Painter)
- Jabez Sky (Gardien)
- Claire van der Boom (Rachel Edwards)
- Gloria Votsis (Holly Malone)
- Brian Yang (Charlie Fong)
- Paulette Franco (Manager)
- Denby Dung (Hôtesse de l'air)

### Épisode 16:I Helu Pu
- États-Unis /  Canada : 13 février 2012 sur CBS / Global
- Suisse : 27 mai 2012 sur RTS Un
- France : 2 juin 2012 sur M6
- Québec : 10 avril 2013 sur Séries+
- Belgique : 19 juin 2013 sur RTL-TVI

- États-Unis : 9,7 millions de téléspectateurs[47]
- Canada : 2,05 millions de téléspectateurs[48]
- France : 3,42 millions de téléspectateurs

- Colin Coor (Chirurgien)
- Sarah Habel (Amanda Chase)
- Reiko Aylesworth (Malia Waincroft)
- Kimo Kahoano (Jake Almeda)
- Jordan Kirkwood (Roger Furman)
- Ryan Merriman (Dennis Mack)
- Michael Reilly Burke (Andrei Shepkin)
- Pomai Lopez (Infirmière)
- Michelle Borth (Catherine Rollins)
- Kaulana Young (Agent de Sécurité)
- Richard T. Jones (Governeur Sam Denning)

### Épisode 17:Kupale
- États-Unis /  Canada : 20 février 2012 sur CBS / Global
- Suisse : 27 mai 2012 sur RTS Un
- France : 9 juin 2012 sur M6
- Québec : 17 avril 2013 sur Séries+
- Belgique : 26 juin 2013 sur RTL-TVI

- États-Unis : 10,4 millions de téléspectateurs[49]
- Canada : 1,94 million de téléspectateurs[50]
- France : 3,51 millions de téléspectateurs

- Autumn Reeser (Dr Gabrielle Asano)
- Erin Cardillo (Megan Koruba)
- Richard Portnow (Ron Sheridan)
- Taylor Wily (Kamekona)
- Teilor Grubbs (Grace Williams)
- Patrick Fabian (Tony Dennison)
- Al Harrington (Mamo Kahike)
- Dennis Chun (Duke Lukela)

### Épisode 18:Lekio
- États-Unis /  Canada : 27 février 2012 sur CBS / Global
- France : 9 juin 2012 sur M6
- Suisse : 17 juin 2012 sur RTS Un
- Québec : 24 avril 2013 sur Séries+
- Belgique : 26 juin 2013 sur RTL-TVI

- États-Unis : 9,58 millions de téléspectateurs[51]
- Canada : 1,69 million de téléspectateurs[52]
- France : 3,65 millions de téléspectateurs

- James Caan (Tony Archer)
- Teilor Grubbs (Grace Williams)

### Épisode 19:Kalele
- États-Unis /  Canada : 19 mars 2012 sur CBS / Global
- France : 16 juin 2012 sur M6
- Suisse : 24 juin 2012 sur RTS Un
- Québec : 1er mai 2013 sur Séries+
- Belgique : 10 juillet 2013 sur RTL-TVI

- États-Unis : 9,31 millions de téléspectateurs[53]
- Canada : 1,75 million de téléspectateurs[54]
- France : 3,49 millions de téléspectateurs

- Edward Asner (August March)
- Taryn Manning (Mary Ann McGarrett)
- Jason Scott Lee (Kaleo)
- Anthony Brandon Wong (Darryl)
- Tony Todd (Jordan Nevins)
- Tom Sizemore (Capt. Vincent Fryer)
- Rebecca Ocampo (II) (Angela Branson)

### Épisode 20:Haʻalele
- États-Unis /  Canada : 9 avril 2012 sur CBS / Global
- France : 16 juin 2012 sur M6
- Suisse : 24 juin 2012 sur RTS Un
- Québec : 8 mai 2013 sur Séries+
- Belgique : 10 juillet 2013 sur RTL-TVI

- États-Unis : 10,3 millions de téléspectateurs[55]
- Canada : 1,82 million de téléspectateurs[56]
- France : 3,65 millions de téléspectateurs

- James M. Connor (Deacon MacKenna)
- Pruitt Taylor Vince (Richard Branch)
- Adrian Wilson (Gardien de prison)
- Taylor Wily (Kamekona)
- Kevin Dobson (Al Shepard)
- Brian Yang (Charlie Fong)
- Michael Gueso (Creepy Guy)
- Stacy Haiduk (Nancy O'Hara)
- Keahu Kahuanui (Cal Litoa)
- Elisa Levin (Jeune femme)
- Bill Ogilvie (Frank)
- Max Perlich (Sam Sherman)

### Épisode 21:Pa Make Loa
- États-Unis /  Canada : 30 avril 2012 sur CBS / Global
- Suisse : 4 juillet 2012 sur RTS Un
- France : 7 juillet 2012 sur M6
- Québec : 15 mai 2013 sur Séries+
- Belgique : 17 juillet 2013 sur RTL-TVI

- États-Unis : 10,91 millions de téléspectateurs[58]
- Canada : 1,97 million de téléspectateurs[59]

- Chris O'Donnell (G.Callen)
- LL Cool J (Sam Hanna)
- Logan Bartholomew (Benjamin Gallagher)
- Stacy Ray (Dr Simone Dusek)
- Brian Yang (Charlie Fong)
- Enver Gjokaj (Marku)
- Craig Robert Young (Dracul Comescu)
- Alexie Gilmore (Vanessa Palmer)
- Taylor Wily (Kamekona)
- Kamuela Aiu (Officier Kelikoa)
- April Akeo (Infirmière)
- Deanne August (Marcy)
- Logan Harris (Kaitlyn Palmer)
- Duane Kiyota (Gérant de l'hôtel)
- Sean Koegel (Bryan Palmer)

- Première partie de l'épisode chassé-croisé avec NCIS : Los Angeles. La conclusion se trouve dans l'épisode 21, saison 3, de NCIS : Los Angeles Touch of Death diffusé originellement le lendemain sur CBS[60],[61] et Global.
- Remarque : Dans cet épisode, Alex O'Loughlin (Steve) est absent[62].
- Ironiquement au Québec, la deuxième partie a été diffusée sur V le 5 mars 2013 soit deux mois et demi avant la diffusion de la première partie le 15 mai 2013 sur Séries+.

### Épisode 22:Ua Hopu
- États-Unis /  Canada : 7 mai 2012 sur CBS / Global
- France : 14 juillet 2012 sur M6
- Suisse : 15 juillet 2012 sur RTS Un
- Québec : 22 mai 2013 sur Séries+
- Belgique : 17 juillet 2013 sur RTL-TVI

- États-Unis : 9,39 millions de téléspectateurs[63]
- Canada : 1,79 million de téléspectateurs[64]

- Mark Dacascos (Wo Fat)
- Ian Anthony Dale (Adam Noshimuri)
- Spencer Garrett (Ted Lansing)
- Jacqueline Lord (Charlie)
- Glenn Morshower (Agent Kendricks)
- Jerry Ying (Special Ops Sasaki)

### Épisode 23:Ua Hala
- États-Unis /  Canada : 14 mai 2012 sur CBS / Global[65]
- Suisse : sur RTS Un
- France : 14 juillet 2012 sur M6
- Québec : 22 mai 2013 sur Séries+
- Belgique : 17 juillet 2013 sur RTL-TVI

- États-Unis : 11,42 millions de téléspectateurs[66]
- Canada : 2,15 millions de téléspectateurs[67]

- William Baldwin (Frank Delano)
- Tom Sizemore (Capt. Vincent Fryer)
- Reiko Aylesworth (Malia Waincroft)
- Taylor Cole (Hillary Chaver)
- Taylor Wily (Kamekona)
- Terry O'Quinn (Joe White)
- Dennis Chun (Sgt. Duke Lukela)
- Teilor Grubbs (Grace Williams)
- Karl Herlinger (Toothpick)
- Maeve Quinlan (Sandra Fryer)

## Audiences aux États-Unis
| Numéro épisode | Titre original   | Titre américain     | Chaîne | Date de diffusion originale (2011-2012) | Audiences (en téléspectateurs) |
| -------------- | ---------------- | ------------------- | ------ | --------------------------------------- | ------------------------------ |
| 1              | Ha’i’Ole         | Unbreakable         | CBS    | 19 septembre 2011                       | 12 190 000                     |
| 2              | Ua Lawa Wale     | Taken               | CBS    | 26 septembre 2011                       | 11 260 000                     |
| 3              | Kame’e           | The Hero            | CBS    | 3 octobre 2011                          | 10 088 000                     |
| 4              | Mea Makamae      | Treasure            | CBS    | 10 octobre 2011                         | 10 070 000                     |
| 5              | Ma’eme’e         | Clean               | CBS    | 17 octobre 2011                         | 11 070 000                     |
| 6              | Ka Hakaka Maikai | The Good Fight      | CBS    | 24 octobre 2011                         | 10 700 000                     |
| 7              | Ka Iwi Kapu      | Sacred Bones        | CBS    | 31 octobre 2011                         | 10 600 000                     |
| 8              | Lapa’au          | Healing             | CBS    | 7 novembre 2011                         | 10 320 000                     |
| 9              | Ike Maka         | Identity            | CBS    | 14 novembre 2011                        | 11 710 000                     |
| 10             | Ki’Lua           | Deceiver            | CBS    | 21 novembre 2011                        | 10 590 000                     |
| 11             | Pahele           | Trapped             | CBS    | 5 décembre 2011                         | 11 010 000                     |
| 12             | Aloheo Pau’ole   | Gone Forever        | CBS    | 12 décembre 2011                        | 11 170 000                     |
| 13             | Ka Ho’Oponopono  | The Fix             | CBS    | 2 janvier 2012                          | 11 900 000                     |
| 14             | Pu’Olo           | The Package         | CBS    | 16 janvier 2012                         | 10 730 000                     |
| 15             | Mai Ka Wa Kahiko | Out of the Past     | CBS    | 6 février 2012                          | 9 970 000                      |
| 16             | I Helu Pu        | The Reckoning       | CBS    | 13 février 2012                         | 9 700 000                      |
| 17             | Kupale           | Defender            | CBS    | 20 février 2012                         | 10 400 000                     |
| 18             | Lekio            | Radio               | CBS    | 27 février 2012                         | 9 580 000                      |
| 19             | Kalele           | Faith               | CBS    | 19 mars 2012                            | 9 310 000                      |
| 20             | Haʻalele         | Abandoned           | CBS    | 9 avril 2012                            | 10 300 000                     |
| 21             | Pa Make Loa      | Touch of Death      | CBS    | 30 avril 2012                           | 10 910 000                     |
| 22             | Ua Hopu          | Caught              | CBS    | 7 mai 2012                              | 9 390 000                      |
| 23             | Ua Hala          | Death in the Family | CBS    | 14 mai 2012                             | 11 420 000                     |

- La moyenne de cette saison est de 10,626 millions de téléspectateurs.

## Cotes d'écoute au Canada anglophone

### Portrait global
- La moyenne de cette saison est d'environ 1,82 million de téléspectateurs[Note 1].

### Données détaillées
| Numéro épisode | Titre original   | Titre anglophone    | Diffuseur | Date de diffusion originale (2011-2012) | Heure         | Cotes d'écoute (en téléspectateurs) | Classement soirée | Classement semaine |
| -------------- | ---------------- | ------------------- | --------- | --------------------------------------- | ------------- | ----------------------------------- | ----------------- | ------------------ |
| 1              | Ha’i’Ole         | Unbreakable         | Global    | 19 septembre 2011                       | 22h00 HE / HP | 1 973 000                           | 3                 | 12                 |
| 2              | Ua Lawa Wale     | Taken               | Global    | 26 septembre 2011                       | 22h00 HE / HP | 1 726 000                           | 4                 | 13                 |
| 3              | Kame’e           | The Hero            | Global    | 3 octobre 2011                          | 22h00 HE / HP | 1 913 000                           | 2                 | 10                 |
| 4              | Mea Makamae      | Treasure            | Global    | 10 octobre 2011                         | 22h00 HE / HP | 2 016 000                           | 2                 | 11                 |
| 5              | Ma’eme’e         | Clean               | Global    | 17 octobre 2011                         | 22h00 HE / HP | 1 777 000                           | 3                 | 13                 |
| 6              | Ka Hakaka Maikai | The Good Fight      | Global    | 24 octobre 2011                         | 22h00 HE / HP | 1 714 000                           | 3                 | 13                 |
| 7              | Ka Iwi Kapu      | Sacred Bones        | Global    | 31 octobre 2011                         | 22h00 HE / HP | 1 755 000                           | 4                 | 15                 |
| 8              | Lapa’au          | Healing             | Global    | 7 novembre 2011                         | 22h00 HE / HP | 1 571 000                           | 5                 | 18                 |
| 9              | Ike Maka         | Identity            | Global    | 14 novembre 2011                        | 22h00 HE / HP | 1 935 000                           | 3                 | 8                  |
| 10             | Ki’Lua           | Deceiver            | Global    | 21 novembre 2011                        | 22h00 HE / HP | 1 904 000                           | 5                 | 14                 |
| 11             | Pahele           | Trapped             | Global    | 5 décembre 2011                         | 22h00 HE / HP | 1 652 000                           | 4                 | 10                 |
| 12             | Aloheo Pau’ole   | Gone Forever        | Global    | 12 décembre 2011                        | 22h00 HE / HP | 1 793 000                           | 2                 | 9                  |
| 13             | Ka Ho’Oponopono  | The Fix             | Global    | 2 janvier 2012                          | 22h00 HE / HP | 1 689 000                           | 3                 | 10                 |
| 14             | Pu’Olo           | The Package         | Global    | 16 janvier 2012                         | 22h00 HE / HP | 1 565 000                           | 4                 | 13                 |
| 15             | Mai Ka Wa Kahiko | Out of the Past     | Global    | 6 février 2012                          | 22h00 HE / HP | 1 721 000                           | 2                 | 12                 |
| 16             | I Helu Pu        | The Reckoning       | Global    | 13 février 2012                         | 22h00 HE / HP | 2 052 000                           | 1                 | 8                  |
| 17             | Kupale           | Defender            | Global    | 20 février 2012                         | 22h00 HE / HP | 1 937 000                           | 1                 | 9                  |
| 18             | Lekio            | Radio               | Global    | 27 février 2012                         | 22h00 HE / HP | 1 689 000                           | 2                 | 11                 |
| 19             | Kalele           | Faith               | Global    | 19 mars 2012                            | 22h00 HE / HP | 1 754 000                           | 1                 | 10                 |
| 20             | Haʻalele         | Abandoned           | Global    | 9 avril 2012                            | 22h00 HE / HP | 1 821 000                           | 1                 | 8                  |
| 21             | Pa Make Loa      | Touch of Death      | Global    | 30 avril 2012                           | 22h00 HE / HP | 1 967 000                           | 1                 | 9                  |
| 22             | Ua Hopu          | Caught              | Global    | 7 mai 2012                              | 22h00 HE / HP | 1 793 000                           | 2                 | 10                 |
| 23             | Ua Hala          | Death in the Family | Global    | 14 mai 2012                             | 22h00 HE / HP | 2 152 000                           | 1                 | 2                  |

## Audiences en France
| No épisode | Épisode (titre original = titre français) (traduction en français entre parenthèses) | Chaîne | Date de diffusion originale (2012) | Audiences (en téléspectateurs) | Part d'audiences globales (M = Moyenne de la soirée) |
| ---------- | ------------------------------------------------------------------------------------ | ------ | ---------------------------------- | ------------------------------ | ---------------------------------------------------- |
| 1          | Haʻiʻole (Incassable)                                                                | M6     | Samedi 7 avril à 20h50             | 2 675 000                      | 11,7 %                                               |
| 2          | Ua lawe wale (Pris)                                                                  | M6     | Samedi 7 avril à 21h35             | 2 600 000                      | 11,2 %                                               |
| 3          | Kameʻe (Le Héros)                                                                    | M6     | Samedi 14 avril à 20h50            | 2 480 000                      | 10,2 %                                               |
| 4          | Mea Makamae (Trésor)                                                                 | M6     | Samedi 14 avril à 21h35            | 2 600 000                      | 10,6 %                                               |
| 5          | Maʻemaʻe (Propre)                                                                    | M6     | Samedi 21 avril à 20h50            | 2 600 000                      | 10,5 %                                               |
| 6          | Ka Hakaka Maikai (Le bon combat)                                                     | M6     | Samedi 21 avril à 21h35            | 2 630 000                      | 10,9 %                                               |
| 7          | Ka Iwi Kapu (Os sacrés)                                                              | M6     | Samedi 28 avril à 20h50            | 2 470 000                      | 10 %                                                 |
| 8          | Lapaʻau (Guérison)                                                                   | M6     | Samedi 28 avril à 21h35            | 2 630 000                      | 10,6 %                                               |
| 9          | Ike Maka (Identité)                                                                  | M6     | Samedi 5 mai à 20h50               | 3 440 000                      | 13,6 %                                               |
| 10         | KiʻLua (Trompeur)                                                                    | M6     | Samedi 5 mai à 21h35               | 3 440 000                      | 13,4 %                                               |
| 11         | Pahele (Pris au piège)                                                               | M6     | Samedi 12 mai à 20h50              | 3 160 000                      | 13 %                                                 |
| 12         | Aloheo Pau’ole (Disparu à jamais)                                                    | M6     | Samedi 12 mai à 21h35              | 3 240 000                      | 13,2 %                                               |
| 13         | Ka Ho’Oponopono (Le correctif)                                                       | M6     | Samedi 19 mai à 20h50              | 3 428 000                      | 14,7 %                                               |
| 14         | Pu’Olo (Le paquet)                                                                   | M6     | Samedi 26 mai à 20h50              | 2 991 000                      | 14,4 %                                               |
| 15         | Mai Ka Wa Kahiko (Sur le passé)                                                      | M6     | Samedi 2 juin à 20h50              | 3 180 000                      | 15 %                                                 |
| 16         | I Helu Pu (La prise en compte)                                                       | M6     | Samedi 2 juin à 21h35              | 3 420 000                      | 16,3 %                                               |
| 17         | Kupale (Défendeur)                                                                   | M6     | Samedi 9 juin à 20h50              | 3 513 000                      | 15,7 %                                               |
| 18         | Lekio (Radio)                                                                        | M6     | Samedi 9 juin à 21h35              | 3 650 000                      | 16,4 %                                               |
| 19         | Kalele (Foi)                                                                         | M6     | Samedi 16 juin à 20h50             | 3 490 000                      | 17,1 %                                               |
| 20         | Haʻalele (Abandonné)                                                                 | M6     | Samedi 16 juin à 21h35             | 3 650 000                      | 17,6 %                                               |
| 21         | Pa Make Loa (Le touché de la mort)                                                   | M6     | Samedi 7 juillet à 20h50           | 3 400 000                      | 15,7 %                                               |
| 22         | Ua Hopu (Attrapé)                                                                    | M6     | Samedi 14 juillet à 20h50          | 2 707 000                      | 14.8%                                                |
| 23         | Ua Hala (Mort dans la famille)                                                       | M6     | Samedi 14 juillet à 21h35          | 2 707 000                      | 14.8%                                                |

- La moyenne de cette saison est de 3,048 millions de téléspectateurs.